# تورگوت اوزال (متروی استانبول)
تورگوت اوزال (انگلیسی: Turgut Özal) یکی از ایستگاه‌های خط ام۳ متروی استانبول است.
این ایستگاه که در منطقه باشاک‌شهر قرار دارد در سال ۲۰۱۳ تأسیس شده‌است.